# Lucius Vinicius Pius
Lucius Vinicius Pius war ein im 3. Jahrhundert n. Chr. lebender Angehöriger des römischen Ritterstandes (Eques).
Durch drei Inschriften, die beim Kastell Virosidum gefunden wurden, ist belegt, dass Pius um 205/208 Präfekt der Cohors VI Nerviorum war, die zu diesem Zeitpunkt in der Provinz Britannia stationiert war.